# Championnat de Santa Catarina de football 2004
Navigation
Édition précédente Édition suivante
Le championnat de Santa Catarina de football de 2004 était la 79e édition du championnat de Santa Catarina de football. Il fut remporté par le club de Figueirense FC, qui remporte à cette occasion son 13e titre à ce niveau, égalant l'ancien record du Avaí FC. Il s'agit du 3e titre consécutif du Figueirense FC.

## Fonctionnement
Les 12 participants au championnat sont répartis en deux groupes de 6 équipes qui s'affrontent en matches aller et retour. Les deux premiers de chaque groupe se qualifient pour le tournoi final à quatre, qui se déroule sous la forme d'un championnat avec matches aller et retour également. Le vainqueur de ce tournoi est déclaré champion.

## Clubs
En 2004, la division principale du championnat regroupait 12 équipes :
- Atlético de Ibirama (Ibirama)
- Avaí FC (Florianópolis)
- Caxias FC (Joinville)
- Chapecoense (Chapecó)
- Criciúma EC (Criciúma)
- Figueirense FC (Florianópolis)
- Guarani Palhoça (Palhoça)
- Joinville EC (Joinville)
- CA Lages (Lages)
- CN Marcílio Dias (Itajaí)
- Tiradentes EC (Tijucas)
- Tubarão FC (Tubarão)